# Рудар
Рудар је особа која ископава руде, угља или других минерала из земље рударством. Постоје два термина у којима се користи појам "рудар". У најужем смислу, рудар је неко ко ради на обради стене; сечење, минирање или неки други начин обраде и уклањања стене. У ширем смислу, рудар је свако ко ради у руднику, а не само радник на обради стене. 
Рударство је једно од најопаснијих заната на свету. У неким земљама рударима недостаје социјално осигурање и у случају повреде могу остати без помоћи. 
У регионима са дугом рударском традицијом, многе заједнице су развиле културне традиције и аспекте специфичне за своје регионе, у облику посебне опреме, симболике, музике и слично. 

## Улоге
Поједини рудари имају другачије улоге. Многе улоге су специфичне за врсту вађења руда, попут вађења угља. Улоге за које се у ужем смислу сматра да су "рудари" укључују: 
- Копач (познат и као "провалник" или "пикмен"), чији је посао да исече стену. 
  - Колиер, копач који копа угаљ пијуком.
- Бушач, бушилицом за стене буши рупе за постављање динамита или других експлозива.

Остале улоге у рудницима које не укључују ломљење стена (и тако одговарају широј дефиницији) укључују: 
- Утоваривач (који се још назива и "бандсмен"), који пуни рударска колица угљем на копу.
- Путер (такође познат као "човек који вуче"), вуче рударска колица по руднику.
- Беров-мeн, превози угаљ у ручним колицима са копа.
- Хуриер, превози колица са угљем из рудника на површину.
- Подграђивач, израђује и уграђује дрвене носаче за подупирање зидова и плафона у подземним рудницима.

Поред рудара који раде у подземљу, рудник запошљава и друге раднике за послове на површини. Поред људи за рад у канцеларијама, они могу укључивати: 
- Брејксмен, управља машином за навијање.
- Ломач, човек који ручно ломи угаљ.
- Инжењер за структуру у хитним ситуацијама, обезбеђује да се људи у руднику одазову када су позвани.

## Савремени рудари
Рударски инжењери користе математичке и научне принципе како би развили економична решења техничких проблема рудара. У већини случајева потребна је диплома техничког, рударског и геолошког инжењерства. Како се технологија непрестано мења, рудари и рударски инжињери морају континуално да се едукују.
Основе рударског инжењерства подразумевају проналажење, вађење и припрему минерала, метала и угља. Извађени производи користе се за производњу електричне енергије и у прерађивачкој индустрији. Рударски инжињери такође надгледају подземне рудничке операције и проналазе начине за транспорт ископаних минерала до постројења за прераду. 

## Рудари криптовалута
У рударењу Криптовалута, рудар је рачунар или група рачунара која 'траже' крипто валуту. Они константно верификују трансакције и као подстицај добијају награду у криптовалутама. 

## Галерија
- Рудар мрког угља са пијуком. Запад   Немачка, 1952
- Рудар у руднику "Церро Рицо" у Потосу, Боливија, 2006
- Рудар који распршује стенски камен у руднику у Западној Вирџинији, 2009
- Споменик рудару угља у Мурском Средишћу, Хрватска